# Wilson Pickett in Philadelphia
Wilson Pickett in Philadelphia è un album di Wilson Pickett, pubblicato dalla Atlantic Records nell'agosto del 1970.
L'album contiene brani pubblicati come singoli ed entrati nelle classifiche statunitensi di Rhythm & Blues e di Pop:
Come Right Here pubblicato come singolo (#2961) il 3 aprile 1973.
Don't Let the Green Grass Fool You, pubblicato come singolo (#2781) il 18 dicembre 1970, #2 (R&B) e #17 (Pop).
(Part I) Get Me Back on Time, Engine Number 9, pubblicato come singolo (#2765) l'8 settembre 1970, #3 (R&B) e #14 (Pop).
International Playboy, pubblicato come singolo (#2765) l'8 settembre 1970, con una seconda versione pubblicata il 3 aprile 1973 (#2961), #30 (R&B) e #104 (Pop).
Ain't No Doubt About It, pubblicato come singolo (#2781) il 18 dicembre 1970.
Don't Let the Green Grass Fool You (Single Version), pubblicato come singolo (#2781) il 18 dicembre 1970, #2 (R&B) e #17 (Pop).
Engine Number 9 (Single Version), pubblicato come singolo (#2765) l'8 settembre 1970, #3 (R&B) e #14 (Pop).

## Tracce
Lato A
1. Run Joey Run – 2:37 (Kenneth Gamble, Leon Huff)
2. Help the Needy – 2:31 (Bobby Eli, Carl Fisher)
3. Come Right Here – 2:35 (Jerry Akines, Johnnie Bellmon, Victor Drayton, Reginald Turner)
4. Bumble Bee (Sting Me) – 2:13 (Jerry Akines, Johnnie Bellmon, Victor Drayton, Reginald Turner, Bunny Sigler)
5. Don't Let the Green Grass Fool You – 2:46 (Jerry Akines, Johnnie Bellmon, Victor Drayton, Reginald Turner)

Durata totale: 12:42
Lato B
1. Get Me Back on Time, Engine Number 9 – 6:23 (Kenneth Gamble, Leon Huff)
2. Days Go By – 2:24 (Ugene Dozier, Bunny Sigler)
3. International Playboy – 2:26 (Ugene Dozier, Bunny Sigler, Bernard Broomer, Lee Phillips)
4. Ain't No Doubt About It – 2:19 (Kenneth Gamble, Leon Huff)

Durata totale: 13:32
Edizione CD del 1995, pubblicato dalla Rhino Records (R2 72219)
1. Run Joey Run (K. Gamble, L. Huff)
2. Help the Needy (B. Eli, C. Fisher)
3. Come Right Here (J. Akines, J. Bellmon, V. Drayton, R. Turner)
4. Bumble Bee (Sting Me) (J. Akines, J. Bellmon, V. Drayton, R. Turner, B. Sigler)
5. Don't Let the Green Grass Fool You (J. Akines, J. Bellmon, V. Drayton, R. Turner)
6. Get Me Back on Time, Engine Number 9 (K. Gamble, L. Huff)
7. Days Go By (U. Dozier, B. Sigler)
8. International Playboy (U. Dozier, B. Sigler, B. Broomer, L. Phillips)
9. Ain't No Doubt About It (K. Gamble, L. Huff)
10. Don't Let the Green Grass Fool You (J. Akines, J. Bellmon, V. Drayton, R. Turner) – Bonus Track - Single Version
11. Engine Number 9 (K. Gamble, L. Huff) – Bonus Track - Single Version
12. International Playboy (U. Dozier, B. Sigler, B. Broomer, L. Phillips) – Bonus Track - 2nd Single Version

## Formazione
- Wilson Pickett - voce
- Gene Dozier - tastiera, pianoforte
- Lenny Pakula - tastiera, pianoforte
- Thom Bell - organo
- Norman Harris - chitarra
- Roland Chambers - chitarra
- Bobby Eli - chitarra
- Ron Baker - basso
- Earl Young - batteria
- Vincent Montana Jr. - vibrafono, percussioni